# Interzone (groupe allemand)
Pour les articles homonymes, voir Interzone.
Interzone est un groupe allemand de rock et rhythm and blues.

## Histoire
En 1968, Heiner Pudelko fonde le groupe de blues-rock Curly Curve avec le bassiste Kurt Herkenberg, dans lequel le guitariste Leo Lehr et le batteur Hans Wallbaum entrent plus tard, mais quitte le groupe au début des années 1970. En 1978, Curly Curve prend fin et le trio Wallbaum, Herkenberg, Lehr approche Pudelko, qui entre-temps avait commencé à travailler avec des textes allemands.
Début 1979, les quatre fondent le groupe Interzone, que rejoignent peu après par Ralf « Trotter » Schmidt, « Bibi » Schulz et Axel Fuhrmann du Berlin Bar Band. Au départ, Pudelko n'écrit aucun de ses propres textes, mais est fasciné par les poèmes de Wolf Wondratschek. Après le succès du single autoproduit Kinderlieder aus Beton, Pudelko et Interzone veulent publier la musique de leur premier album entièrement avec des textes de Wondratschek mis en musique en 1980, mais le parolier exige 250 000 dollars, argent que personne n'a, l'album reste en plan.
Dans la nuit du 17 juin 1980 (alors date du jour de l'Unité allemande), le manager Jim Rakete, Heiner Pudelko et d'autres musiciens du groupe Interzone, photographient une section de 50 m de long du mur de Berlin près de Potsdamer Platz avec le logo du groupe peint puis sont arrêtés par la police militaire britannique. L'action a un grand effet promotionnel pour le groupe.
Début 1981, Interzone se rend dans un studio d'enregistrement de Berlin sans contrat d'enregistrement et enregistre le premier album avec Udo Arndt en tant que coproducteur. Peu de temps avant la fin de la production, un accord est conclu avec une maison de disques et à la mi-juin 1981, le premier album avec le nom du groupe paraît. Musikexpress présente l'album dans un Flexi disc. Peu de temps après, Interzone joue devant 22 000 personnes à la Waldbühne de Berlin, le concert est diffusé en direct à la télévision. Avec une popularité croissante, le groupe décide de partir en tournée de 7 jours dans 7 villes en novembre de la même année, qui est suivie d'apparitions (avec Spliff, Prima Klima et Extrabreit) sur la tournée Levi's Rock Festival au printemps 1982. Cette tournée du festival est très fréquentée, principalement par un jeune public.
En septembre 1982, Aus Liebe, le deuxième album, sort. Bien qu'il n'ait pas atteint le classement des meilleures ventes, les chiffres sont consistants.
En juin 1983, le groupe donne un autre concert à la Waldbühne de Berlin, « Trotter » Schmidt assiste ses amis au concert de la Waldbühne à la basse, mais n'est plus disponible pour les autres projets du groupe. Le 11 juillet 1983, le bassiste Kurt Herkenberg meurt, le crâne fracassé.
Fin 1984 sort le single Ich und mein Freund die Katze, produit par Udo Arndt et Reinhold Heil, le producteur de Nena. Le guitariste Lehr part peu de temps après, Benjamin Hüllenkremer remplace James Delbridge à la basse ; Ingo Bischof (anciennement Kraan) prend les claviers. À l'été 1985, Interzone se présente avec un nouveau son. Le troisième album Das süße Leben ne se vend pas particulièrement bien malgré la campagne publicitaire relativement importante. À l'été 1986, le groupe se sépare.
En 1988, Annette Humpe et Conny Plank produisent le premier album solo de Heiner Pudelko Mein Schatz, auquel tous les musiciens d'Interzone participent. La même année, Leo Lehr meurt, renversé par un camion. Le 11 janvier 1996, Pudelko meurt d'une tumeur au cerveau à l'âge de 46 ans. Après sa mort, la maison de disques publie une compilation de Pudelko et Interzone, Mit artsten Grüßen.
Mario Schulz joue ensuite avec Stefan Stoppok, Hans Wallbaum avec le Hamburg Blues Band, Ingo Bischof et Benjamin Hüllenkremer travaillent comme musiciens de studio. Ralf « Trotter » Schmidt est le bassiste du groupe de rock The Drivers et Blues Alligators à Berlin.
40 ans après l'enregistrement du disque avec les textes de Wondratschek, l'auteur accepte qu'un groupe de rock prenne ses textes, les bandes maîtresses restées chez la veuve de Pudelko sont restaurées et le disque publié sous le titre Letzte Ausfahrt le 15 mars 2019.

## Membres
- Heiner Pudelko (né le 18 août 1948, mort le 11 janvier 1995) : chant, harmonica
- Hans Wallbaum (né le 2 mai 1949, mort le 27 mars 2020) : batterie
- Leo Lehr (né le 29 mars 1953, mort en 1988) : guitare
- Mario Schulz (né le 6 janvier 1955) : guitare
- Kurt Herkenberg (né le 5 septembre 1948, mort le 11 juillet 1983) : basse
- Ralf Schmidt (né le 7 avril 1954) : basse
- James Dellbridge (né le 3 mai 1958) : basse
- Ingo Bischof (né le 2 janvier 1951, mort le 26 janvier 2019): claviers
- Axel Fuhrmann (né le 24 mai 1953) : claviers
- Benjamin Hüllenkremer : basse

## Discographie

### Singles
- 1980 : Kinderlieder aus Beton
- 1981 : Hintermänner
- 1982 : Armer Paul
- 1982 : Aus Liebe
- 1984 : Ich und mein Freund die Katze
- 1985 : Dieses Album hat zehn Singles

### Albums
- 1981 : Interzone
- 1982 : Aus Liebe
- 1985 : Das süße Leben
- 1988 : Mein Schatz (avec Heiner Pudelko)
- 1992 : Gloria (avec Heiner Pudelko)